# Balajt
Balajt är en ort i Ungern.   Den ligger i provinsen Borsod-Abaúj-Zemplén, i den norra delen av landet, 160 km nordost om huvudstaden Budapest. Balajt ligger 171 meter över havet och antalet invånare är 456.
Terrängen runt Balajt är platt. Runt Balajt är det ganska tätbefolkat, med 72 invånare per kvadratkilometer. Närmaste större samhälle är Edelény, 4,6 km sydväst om Balajt. Trakten runt Balajt består till största delen av jordbruksmark.